# Дьявол в Белом городе (мини-сериал)
«Дьявол в Белом городе» (англ. The Devil in the White City) — отменённый американский мини-сериал, основанный на одноимённой книге Эрика Ларсона. Стриминговая платформа Hulu заказала производство мини-сериала в сентябре 2022 года, однако проект был отменён в марте 2023 года. В январе 2025 года стало известно о планах по съёмкам фильма вместо сериала.

## Сюжет
Действие телесериала должно было происходить во время Всемирной выставки 1893 года, во время которой переплетаются судьбы архитектора Дэниела Бернема и серийного убийцы Генри Холмса.

## В ролях
- TBA — Дэниел Бернем

## Производство
После выхода книги «Дьявол в Белом городе» планировалось снять её экранизацию в виде фильма. В августе 2015 года компания Paramount Pictures приобрела права на экранизацию. В фильме должен был сняться Леонардо Ди Каприо в роли серийного убийцы Генри Холмса, Мартин Скорсезе должен был стать режиссёром, а Билли Рэй — автором сценария.
В феврале 2019 года стало известно, что вместо фильма выйдет мини-сериал производства компании Hulu, шоураннером и автором телесценария которого станет Сэм Шоу.
В январе 2022 года стало известно, что Киану Ривз ведёт переговоры по съёмкам в проекте. Тогда же стало известно, что режиссёром первых двух эпизодов станет Тодд Филд.
В августе 2022 года компания Hulu заказала производство мини-сериала, тогда же Ривз был утверждён на роль Дэниела Бернема.
Съёмки мини-сериала, состоящего из восьми эпизодов, должны были начаться в марте 2023 года в Чикаго.
В марте 2023 года компания Hulu отменила производство сериала после того, как из проекта вышел Киану Ривз и режиссёр Тодд Филд. При этом компания ABC Signature заявила, что не отказывается от планов по созданию сериала.
В январе 2025 года стало известно, что вместо мини-сериала вновь планируется снять фильм, режиссёром которого станет Скорсезе, а главную роль исполнит Ди Каприо.